# 大贝拉
大贝拉是葡萄牙布拉干萨区的一个堂区。总面积16.98平方公里，总人口194人，人口密度11.4人/平方公里。